# الاتحاد الرياضي لبلدية آفلو
الاتحاد الرياضي لبلدية آفلو، هو نادٍ رياضيٌّ جزائريٌّ لكرة القدم تأسس عام 1932م.

## وصلات خارجية
- الرابطة الجزائرية المحترفة الأولى ،والثانية ، لكرة القدم